# Carthamus rhiphaeus
Carthamus rhiphaeus là một loài thực vật có hoa trong họ Cúc. Loài này được Font Quer & Pau mô tả khoa học đầu tiên năm 1928.